# Бошамарин
Бошамарин (словен. Bošamarin, итал. Bossamarino) је насељено место у општини Копар, Обално-Крашка регија, Словенија.

## Историја
До територијалне реорганизације у Словенији био је у саставу старе општине Копар.

## Становништво
У попису становништва из 2011. године, Бошамарин је имао 544 становника.
| Број становника према пописима | Број становника према пописима | Број становника према пописима |
| ------------------------------ | ------------------------------ | ------------------------------ |
| 1991                           | 2002                           | 2011                           |
| 300                            | 395                            | 544                            |

Напомена: Године 1979. повећан за део насеља Кампел.